# 湯姆·克蘭西之冷血悍將
《湯姆·克蘭西之冷血悍將》（英語：Without Remorse，或稱作）是一部2021年美國動作驚悚片，改編自湯姆·克蘭西的1993年同名小說兼《傑克·萊恩》系列電影的衍生作。電影由斯特法諾·索利瑪執導，泰勒·謝里丹和威爾·史泰博編寫劇本，麥可·B·喬丹、傑米·貝爾、茱蒂·透納-史密斯、盧克·米切爾、傑克·凱西、布雷特·吉尔曼、柯爾曼·多明戈及蓋·皮爾斯主演。劇情描述美國海豹部隊隊員約翰·克拉克在追查殺害妻子真兇的同時，也將阻止一個大陰謀。
派拉蒙影業原定將該片在美國院線上映，但受COVID-19疫情影響而放棄，亞馬遜影業之後取得版權並排定2021年4月30日上線亞馬遜影片。

## 劇情
美國海豹部隊隊員約翰·克拉克為了遭俄羅斯士兵謀殺其懷孕的妻子而展開行動。當他的部隊與中央情報局任務合作時，意外地揭發了一個大陰謀，威脅要在一場全面戰爭中吞併美國和俄羅斯。

## 演員
- 麥可·B·喬丹飾演約翰·克拉克（英语：John Clark (Tom Clancy character)）[4]
- 傑米·貝爾飾演羅伯特·里特（Robert Ritter）
- 茱蒂·透納-史密斯（英语：Jodie Turner-Smith）飾演凱倫·格里爾（Karen Greer）
- 盧克·米切爾飾演羅威迪（Rowdy）
- 傑克·凱西（英语：Jack Kesy）飾演雷霆（Thunder）
- 布雷特·吉尔曼飾演維克多·里科夫（Victor Rykov）
- 柯爾曼·多明戈飾演帕斯托·威斯特（Pastor West）
- 蓋·皮爾斯飾演克萊部長（Secretary Clay）[4]
- 勞倫·倫敦（英语：Lauren London）飾演帕姆·麥登·克拉克（Pam Madden Clark）
- 雅各布·西皮奧飾演海徹（Hatchet）
- 凯姆·吉甘特飾演凱斯·韋伯（Keith Webb）
- 托德·拉桑斯飾演達拉斯（Dallas）

## 製作
原著小說發行後不久，薩沃伊影業以250萬美元的價格最先買下版權。之後以700萬美元聘請基努·李維飾演約翰·克拉克，但遭到拒絕。儘管該片未能趕上預期1995年12月的發行日，但在與原著的作者湯姆·克蘭西密切協商下，約翰·米利爾斯加入擔任編導，使發展加快腳步。《綜藝》雜誌報導說勞倫斯·費許朋和蓋瑞·辛尼茲有望擔任主演；但因劇本問題和製片商的財務問題，製作被取消。電影經歷數年開發地獄，直到克里斯多福·麥奎里在2012年與派拉蒙影業簽約執導。派拉蒙接洽湯姆·哈迪扮演克拉克，凱文·科斯納有望回歸《傑克萊恩：詭影任務》（2014年，另一部克蘭西電影）的導師威廉·哈柏（William Harper）一角；但該版本最後被認為已作廢。
2017年，據報導，阿奇瓦·高斯曼與同家公司簽約，製作另一部由克拉克主演的電影改編《彩虹六號》。2018年9月20日，麥可·B·喬丹將在兩部電影《冷血悍將》《彩虹六號》中飾演克拉克，電影由高斯曼、喬丹、喬希·阿貝爾鮑姆和安德烈·納梅克監製。2018年12月，斯特法諾·索利瑪受雇擔任導演。2019年1月9日，《綜藝》宣布泰勒·謝里丹將重寫劇本；謝里丹和索利瑪先前曾在《怒火邊界2：毒刑者》（2018年）中合作過。。
2019年9月，傑米·貝爾和茱蒂·透納-史密斯加入演出陣容，盧克·米切爾、雅各布·西皮奧、凯姆·吉甘特、傑克·凱西、托德·拉桑斯與布雷特·吉尔曼於10月簽約參演。蓋·皮爾斯也出演了電影。
主要拍攝2019年10月25日在柏林開始。12月19日在华盛顿哥伦比亚特区杜邦圆环附近拍攝。電影約2020年10月19日在洛杉磯殺青。

## 發行
《湯姆·克蘭西之冷血悍將》定於2021年4月30日上線亞馬遜影片平台。電影原定於2020年9月18日由派拉蒙影業在美國院線上映。但受COVID-19疫情影響而改為2020年10月2日，再延期至2021年2月26日。2020年7月，亞馬遜影業與派拉蒙交易以獲取電影的發行權，排定上線亞馬遜影片。派拉蒙2020年11月將電影從院線檔期上正式撤下。在第五十五届超级碗上，電影的麥可·B·喬丹隨亞馬遜公司的Alexa商業廣告中亮相。

## 續集
2018年9月，麥可·B·喬丹宣布將在由上下兩集組成的電影系列中扮演約翰·克拉克，《虹彩六號》預定為該片續集。2023年1月，電影改編正式獲得批准並進入開發階段。查德·史塔赫斯基將擔任導演，喬丹回歸演出。

## 外部連結
- 互联网电影数据库（IMDb）上《湯姆·克蘭西之冷血悍將》的资料（英文）